# Jerseyščina
Jerseyščina (Jèrriais) je narečje normanščine, ki ga govorijo predvsem na otoku Jersey na Kanalskih otokih. Po popisu iz 2011 jezik govori še 1700 otočanov. 